# Rivière de l'Anse à Beaufils
Pour les articles homonymes, voir Beaufils.
La rivière de l’Anse à Beaufils coule dans le territoire non organisé de Mont-Alexandre (canton de Fortin) et dans la ville de Percé, dans la municipalité régionale de comté (MRC) Le Rocher-Percé, dans la région administrative de la Gaspésie-Îles-de-la-Madeleine, au Québec, au Canada.
La "rivière de l’Anse à Beaufils" est un affluent de la rive Nord-Ouest de la "Anse à Beaufils" laquelle s'ouvre sur le littoral Ouest du golfe du Saint-Laurent à la hauteur de Percé.

## Géographie
La "rivière de l’Anse à Beaufils" prend sa source de ruisseaux de montagne dans la partie Sud du canton de Fortin, dans le territoire non organisé de Mont-Alexandre. Cette source est située à :
- 0,4 km au Nord-Ouest de la limite de la ville de Percé ;
- 13,0 km à l'Ouest du pont de la route 132 enjambant la "rivière de l’Anse à Beaufils", tout près de sa confluence ;
- 19,0 km à l'Ouest de la pointe de la presqu'île de Percé.

À partir de sa source, la "rivière de l’Anse à Beaufils" coule surtout dans la plaine du littoral du golfe du Saint-Laurent, sur 15,8 km répartis selon les segments suivants :
- 0,4 km vers le Sud-Est dans le canton de Fortin, jusqu'à la route du 6e rang de Val-d'Espoir qui constitue la limite de la ville de Percé ;
- 0,5 km vers le Sud-Est dans la ville de Percé, jusqu'à la route Pomerleau ;
- 1,5 km vers le Sud-Est, jusqu'à la confluence d'un ruisseau (venant du Nord-Ouest) ;
- 1,6 km vers l'Est, jusqu'au chemin de Val-d'Espoir ;
- 1,9 km vers l'Est, en passant au Sud jusqu'à la confluence du ruisseau du Pont Rouge (venant du Nord-Ouest). Note : La confluence de ce ruisseau est située à 0,6 km du Sud du centre du village de Val-d'Espoir ;
- 0,3 km vers l'Est, jusqu'à la route des Pères ;
- 1,1 km vers le Sud-Est, jusqu'à un pont routier ;
- 1,0 km vers le Sud-Est, jusqu'à la confluence du ruisseau des Frères (venant du Sud-Ouest) ;
- 4,5 km vers le Sud-Est, jusqu'au pont du chemin du 2e rang ;
- 1,2 km vers le Sud-Est, jusqu'à la confluence du ruisseau à Georges-Blais (venant de l'Ouest) ;
- 0,6 km vers le Sud-Est, jusqu'au pont du chemin de fer du Canadien National ;
- 0,5 km vers le Sud, jusqu'à la confluence du ruisseau de la Côte de la Fourche (venant du Nord) ;
- 0,4 km vers le Sud-Est en s'élargissant, jusqu'au pont de la route 132 ;
- 0,3 km vers le Sud-Est dans un élargissement, jusqu'à la confluence de la rivière[1].

La "rivière de l’Anse à Beaufils" se déverse sur le littoral Nord-Ouest du golfe du Saint-Laurent à la hauteur de l'Anse à Beaufils, dans la ville de Percé, soit à :
- 0,8 km à l'Est de la gare de Percé ;
- 5,9 km au Nord du point Cap d'Espoir s'avançant le plus vers l'Est dans le golfe du Saint-Laurent ;
- 9,3 km au Sud-Est de la pointe de la presqu'île du village de Percé.

## Toponymie
Le toponyme "rivière de l’Anse à Beaufils" a été officialisé le 5 décembre 1968 à la Commission de toponymie du Québec.